# ATP Praga 1993
L'ATP Praga 1993 è stato un torneo di tennis giocato sulla terra rossa. È stata la 7ª edizione dell'ATP Praga che fa parte della categoria World Series nell'ambito dell'ATP Tour 1993. Si è giocato a Praga in Repubblica Ceca dal 2 all'8 agosto 1993.

## Campioni

### Singolare
Sergi Bruguera ha battuto in finale  Andrej Česnokov con il punteggio di 7–5, 6–4

### Doppio
Hendrik Jan Davids /  Libor Pimek hanno battuto in finale  Jorge Lozano /  Jaime Oncins con il punteggio di 6–3, 7–6